# Oded Fehr
Pour les articles homonymes, voir Fehr.
Oded Fehr, né le 23 novembre 1970 à Tel Aviv, en Israël, est un acteur israélien.

## Biographie

### Enfance et formation
Oded Fehr est né à Tel Aviv en Israël de parents européens et y a été élevé jusqu'à l'âge de 18 ans, après quoi il rejoint la marine israélienne durant 3 ans. Il était convaincu qu’il pourrait travailler dans la compagnie de marketing et de communication de son père à Francfort en Allemagne, mais y perdit tout intérêt six mois plus tard.
Il s'inscrit dans un cours de tragédie au théâtre anglais de Francfort, et participe à une production locale de David Mamet Perversité sexuelle à Chicago. Oded se décide alors à devenir acteur, et part pour Londres où il est accepté à l’école de théâtre « The Bristol Old Vic Theatre School ». 

### Carrière
Oded Fehr apparaît alors dans la production Dom Juan Comes Back From War (Dom Juan revient de la guerre) à Londres. Il apparaît aussi dans The Knock et en tant que Victor dans Killer net à la télévision britannique.
Six mois après son diplôme, il est engagé pour le rôle du chef des Medjaÿ Ardeth Bay dans le film La Momie en 1999. Il est de retour dans le même rôle en 2001 dans Le Retour de la momie.
Plus tard, Oded Fehr joue le rôle de Carlos Olivera, un soldat d'élite, dans trois des films de la saga Resident Evil, Resident Evil: Apocalypse (sorti en 2004), Resident Evil: Extinction (sorti en 2007) et Resident Evil: Retribution (sorti en 2012).

### Vie privée
Oded Fehr s'est marié à la productrice Rhonda Tollefson le 22 décembre 2000. Ils ont un fils, Atticus (né le 4 janvier 2003) et deux filles Finley (née le 26 février 2006) et Azelie
Oded Fehr a officié le mariage de l'acteur franco-écossais Sebastian Roché et Alicia Hannah, le 31 mai 2014 lors d'une cérémonie qui s'est tenue au Château les Bouysses à Mercuès dans le Lot.
Oded parle couramment anglais et hébreu. 

## Filmographie

### Cinéma
- 1999 : Deuce Bigalow : Gigolo à tout prix : Antoine Laconte
- 1999 : La Momie : Ardeth Bay, chef des Medjaÿ
- 2000 : Bread and Roses:  Cameo
- 2001 : Le Retour de la momie : Ardeth Bay, chef des Medjaÿ
- 2001 : Texas Rangers : La Revanche des justiciers : Anton Marsale
- 2004 : Resident Evil: Apocalypse : Carlos Olivera
- 2005 : Dreamer : Prince Sadir
- 2007 : Resident Evil: Extinction : Carlos Olivera
- 2010 : Hybrid (Super Hybrid) d'Éric Valette : Ray
- 2012 : Resident Evil: Retribution : Carlos Olivera / Todd
- 2012 : Inescapable de Ruba Nadda
- 2024 : La cocina d'Alonso Ruizpalacios : Rashid

### Télévision
- 2001-2003 : NC : Undercover : Franck Donovan
- 2004-2005 : Charmed : Zankou (8 épisodes)
- 2005-2006 : Sleeper Cell : Faris al-Farik (18 épisodes)
- 2008 : Burn Notice : Timo (saison 2, épisode 5)
- 2008 : Eleventh Hour : Calvert Rigdon
- 2009 : Three Rivers : un médecin
- 2009 : Médium : Dr. Thomas Statler
- 2010-2014 : Covert Affairs : Eyal Lavin (12 épisodes)
- 2010 : Los Angeles, police judiciaire : Nick Manto
- 2011 : V : Eli Cohn (3 épisodes)
- 2011-2021 : La Ligue des justiciers : Nouvelle Génération : Ra's al Ghul (voix) (6 épisodes)
- 2012 : Jane by Design : Beau Bronn (3 épisodes)
- 2013 : NCIS : Enquêtes spéciales : Ilan Bodnar (4 épisodes)
- 2015 : Quantico : Un agent des services secrets (HIG) (1 épisode)
- 2015 : Stitchers : Leslie Turner (7 épisodes)
- 2015-2019 : Blacklist : Levi, un agent du Mossad (4 épisodes)
- 2016 : Once Upon a Time : Jafar (saison 6, 3 épisodes)[3]
- 2017 : Murder : Chase, avocat (saison 4, 1 épisode)
- 2017 : 24 Heures : Legacy : Asim Naseri (5 épisodes)
- 2018 : The First : Eitan Hafri (8 épisodes)[4]
- 2018 : When Heroes Fly (série télévisée) : Moshiko Buaron (5 épisodes)
- 2019 : Blood & Treasure : Karim Farouk (8 épisodes)
- 2020 : Star Trek: Discovery : Amiral de la Flotte Charles Vance, Commandant en Chef de Starfleet (depuis la saison 3)
- 2025 : La maison de David : Abner